# 17934 Deleon
A 17934 Deleon (ideiglenes jelöléssel 1999 GK39) a Naprendszer kisbolygóövében található aszteroida. A LINEAR projekt keretében fedezték fel 1999. április 12-én.